# Campeonato de Oceanía de Judo de 1992
El XIII Campeonato de Oceanía de Judo se celebró en Wellington (Nueva Zelanda) en 1992 bajo la organización de la Unión de Judo de Oceanía.
En total se disputaron dieciséis pruebas diferentes, ocho masculinas y ocho femeninas.

## Resultados

### Masculino
| Evento            | Oro                             | Plata                           | Bronce                                             |
| ----------------- | ------------------------------- | ------------------------------- | -------------------------------------------------- |
| –60 kg            | Angelo Vlahek Australia         | Serge Pouillen Nueva Caledonia  | Kevin Kavanagh Nueva Zelanda                       |
| –65 kg            | Darren Fagan Australia          | Ludovic Lecomte Nueva Caledonia | Paul Wong Nueva Zelanda Lyndsay Reid Nueva Zelanda |
| –71 kg            | Gábor Szabó Australia           | Danny Fagan Australia           | Simon Stones Australia Steve Corkin Nueva Zelanda  |
| –78 kg            | Graeme Spinks Nueva Zelanda     | Gavin Kelly Australia           | Steven Hill Australia Ben Jones Nueva Zelanda      |
| –86 kg            | Chris Palmer Australia          | Shane Alvisio Australia         | Robert Ivers Australia John Moody Nueva Zelanda    |
| –95 kg            | Peter Gagliardi Australia       | Daniel Gowing Nueva Zelanda     | Kristof Frankowski Australia                       |
| +95 kg            | Adrian Raaymakers Nueva Zelanda | Graeme Small Nueva Zelanda      | Paul Sisson Nueva Zelanda                          |
| Categoría abierta | Peter Gagliardi Australia       | Graeme Spinks Nueva Zelanda     | Daniel Gowing Nueva Zelanda Robert Ivers Australia |

### Femenino
| Evento            | Oro                           | Plata                          | Bronce                                                  |
| ----------------- | ----------------------------- | ------------------------------ | ------------------------------------------------------- |
| –48 kg            | Donna Hilton Nueva Zelanda    | Tina Kirkman Australia         | —                                                       |
| –52 kg            | Rebecca Sullivan Australia    | Cathy Brain-Grainger Australia | Suzanne Childs Australia                                |
| –56 kg            | Angela Deacon Australia       | Jadranka Raguz Australia       | Melissa Jones Nueva Zelanda                             |
| –61 kg            | Lara Sullivan Australia       | —                              | —                                                       |
| –66 kg            | Anne Marie Pepper Australia   | Narelle Hill Australia         | Carly Dixon Australia                                   |
| –72 kg            | Christine Pearce Australia    | —                              | —                                                       |
| +72 kg            | Marleen Timmers Nueva Zelanda | Heidi Burnett Australia        | Shirl Hapuku Nueva Zelanda                              |
| Categoría abierta | Lara Sullivan Australia       | Narelle Hill Australia         | Christine Pearce Australia M. Mauligalo Nueva Caledonia |

## Medallero
| Núm. | País            | Oro | Plata | Bronce | Total |
| ---- | --------------- | --- | ----- | ------ | ----- |
| 1    | Australia       | 12  | 9     | 8      | 29    |
| 2    | Nueva Zelanda   | 4   | 3     | 10     | 17    |
| 3    | Nueva Caledonia | 0   | 2     | 1      | 3     |
|      | TOTAL           | 16  | 14    | 19     | 49    |